# Меркуря-Чук
Меркуря-Чук (рум. Miercurea-CiucСлушатьо файле, венг. Csíkszereda (Чиксереда)) — город в центральной Румынии, в Трансильвании, административный центр жудеца Харгита. Расположен в исторической области Секеи, в долине реки Олт.

## История
Этот трансильванский город впервые стал известен под именем Чик-Середа. 1661 год стал трагичным в истории Чик-Середы. Поскольку жители региона Чик участвовали в Польской кампании, начатой князем Дьёрдем II Ракоци без согласия Османской Порты, Али-паша из Темешвара напал на Чик и регион был разорён турецко-татарскими контингентами. Янош Кайони, францисканский монах из Чик-Сомлё, записал об этом: «Язычество… охватило весь Чик». Под «язычеством» он разумел анти-христианский фанатизм османов.
Между 1876 и 1918 годами Чик-Середа входила в состав Австро-Венгрии и была административным центром комитата Чик. По Трианонскому договору вместе со всей Трансильванией город отошёл к Румынии, где получил имя Меркуря-Чук. С 1927 по 1938 год он был административным центром жудеца Чук.
В 1940 году Меркуря-Чук снова отошла к Венгрии по результатам Второго Венского арбитража и оставалась в составе последней до 1944 года. В 1944 году город был занят Советской Армией, и в 1945 году снова вошёл в состав Румынии. С 1952 по 1968 год город входил в состав Венгерской автономной области (с 1968 — Муреш-Венгерская автономная область). В 1968 году было восстановлено деление Румынии на жудецы, венгерская автономия была упразднена, а Меркуря-Чик стала административным центром жудеца Харгита.
После Второй мировой войны была проведена индустриализация Меркури-Чук, в частности, построены тракторный завод, текстильная фабрика и пивоваренный завод.

## Образование
В 2001 году открыт частный университет Sapientia — Трансильванский Венгерский Университет. Это первый в Румынии университет, преподавание в котором ведётся на венгерском языке.

## Спорт
Это один из самых холодных городов Румынии, что делает его идеальным для занятий зимними видами спорта. В городе находится ледовая арена «Лайош Вакар», на льду которой играет местная хоккейная команда «Чиксереда» — многократный чемпион Румынии. В городе также находится единственный в стране каток, на котором возможно проведение соревнований по конькобежному спорту. Многие спортсмены, выступающие за Румынию на международных соревнованиях, родом из Меркури-Чук — например, биатлонистка Ева Тофалви и фигурист Золтан Келемен.

## Достопримечательности

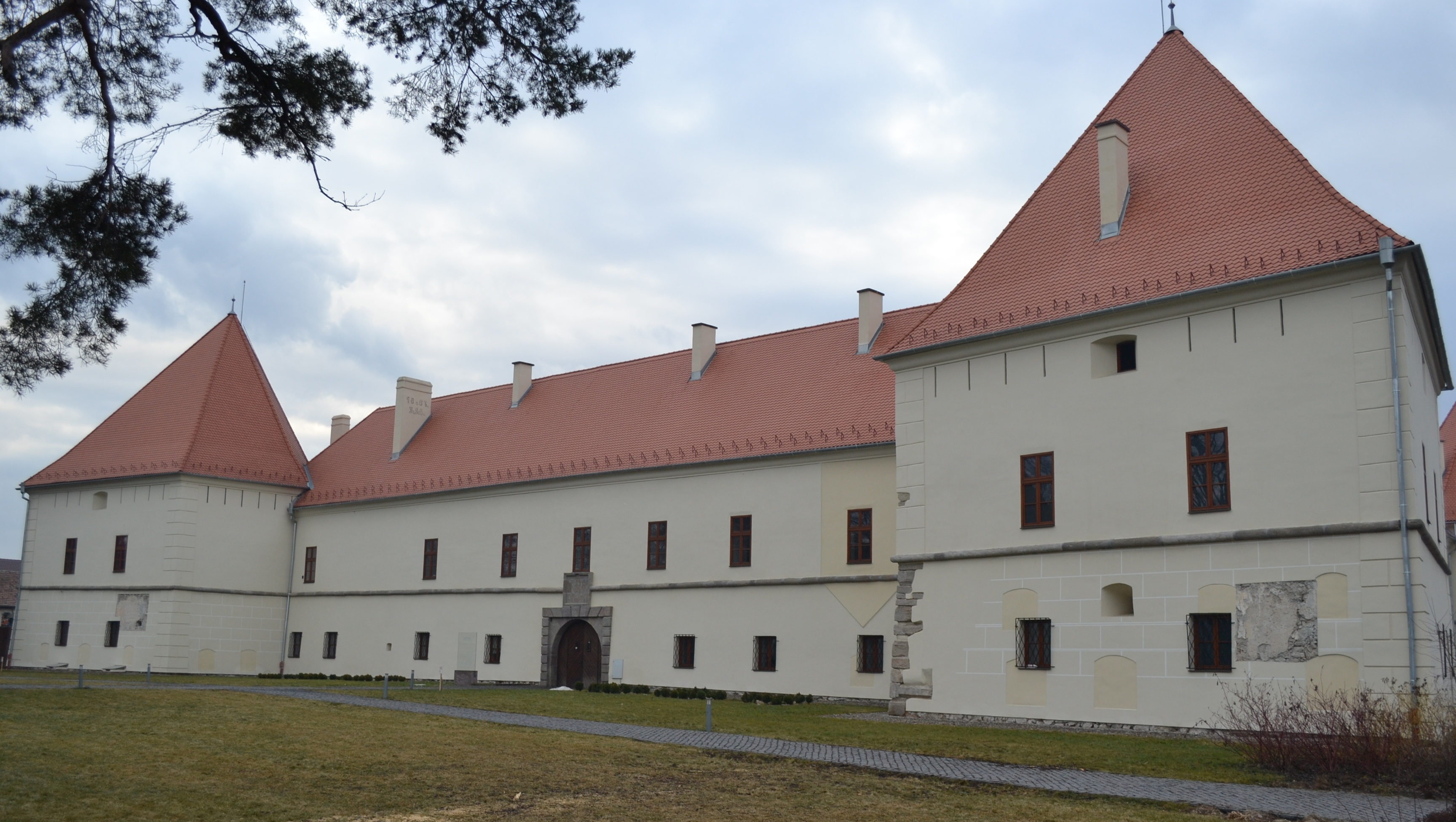
Замок Мико

В городе имеется пешеходная улица — улица Петёфи.
В нескольких километрах к востоку от центра города находится францисканский монастырь Шумулеу-Чук (Чикшомйо), являющийся центром паломничества.
В центре города сохранился замок Мико, построенный в стиле позднего Возрождения.

## Население
Национальный состав:
- Венгры — 81,75 %
- Румыны — 17,3 %
- Цыгане — 0,62 %

74,06 % населения католики, 14,99 % православные, 7,41 % — протестанты-реформисты, 2,05 % унитариане.
Согласно данным переписи 2016 года, население города составляло 42 120 человек.

## Города-побратимы
- Бельцы, Молдавия
- Берегово, Украина
- Бечей, Сербия
- Будакеси, Венгрия
- Гёдёллё, Венгрия
- Дьюла, Венгрия
- Жельезовце, Словакия
- Капошвар, Венгрия
- Мако, Венгрия
- Обуда, Венгрия
- Риен, Швейцария
- Тисауйварош, Венгрия
- Хевеш, Венгрия
- Цеглед, Венгрия

## Фотографии

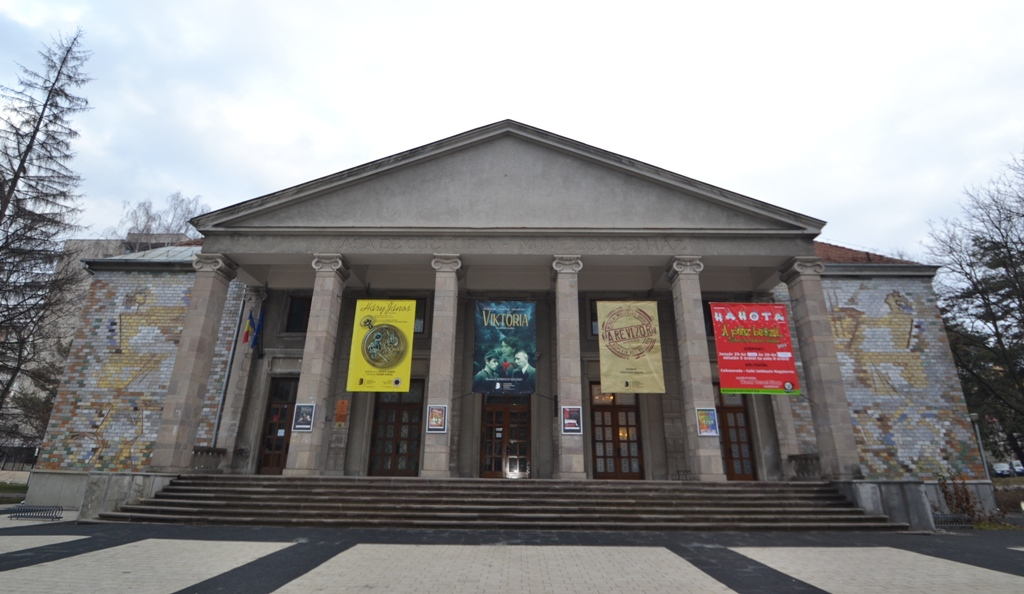
Театр
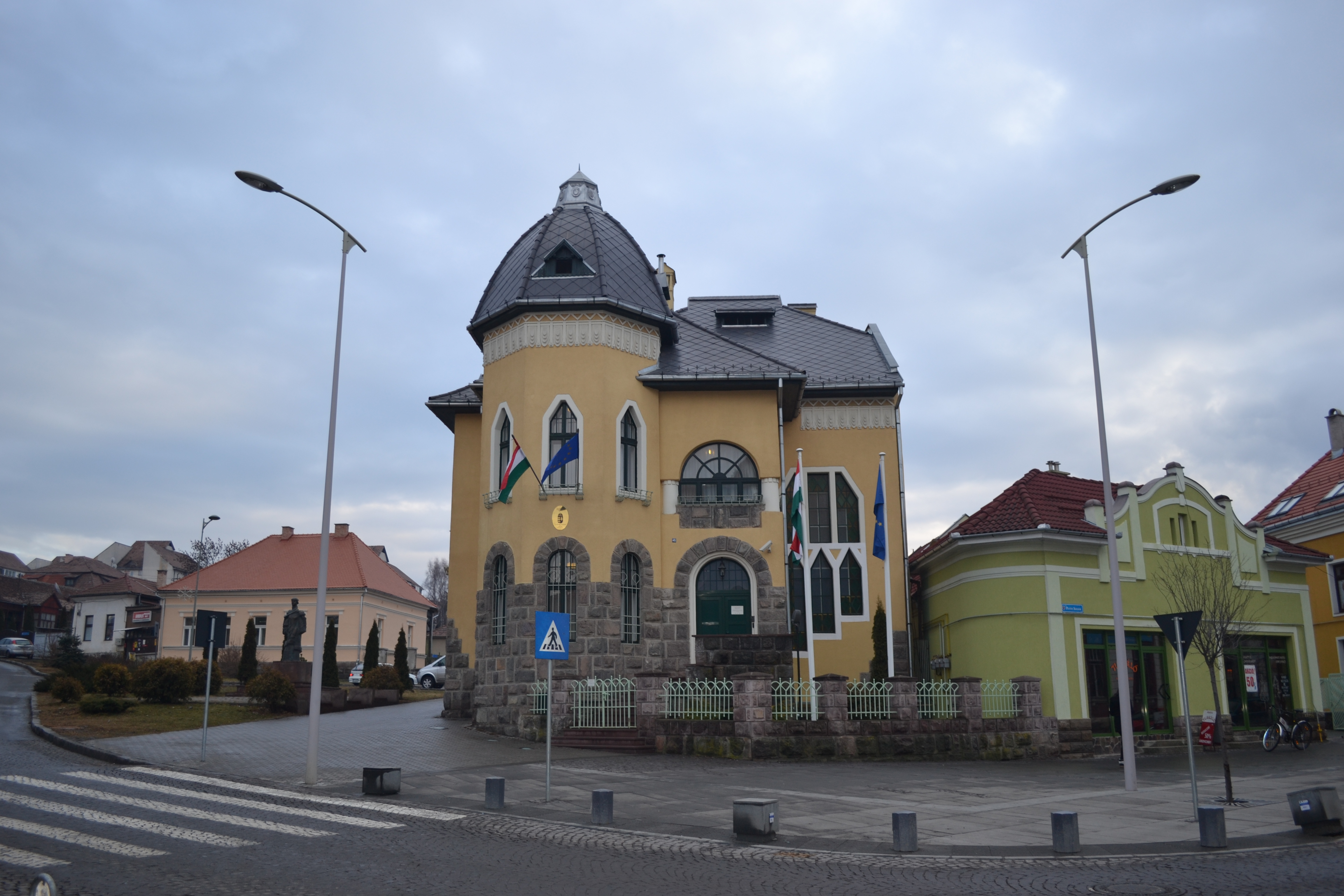
Венгерское Консульство
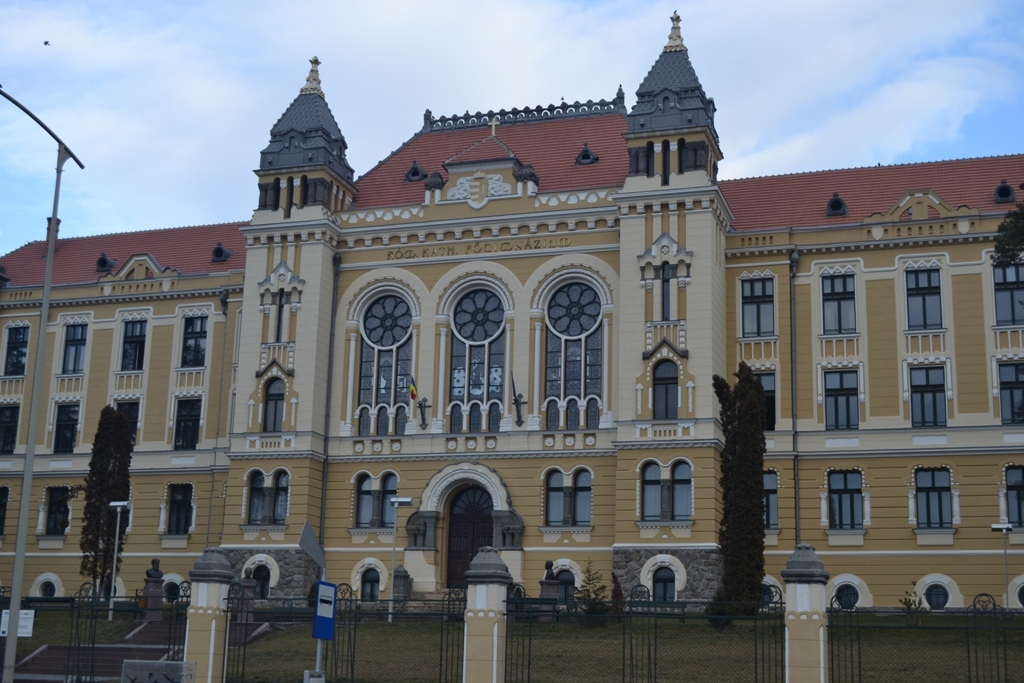
Школа
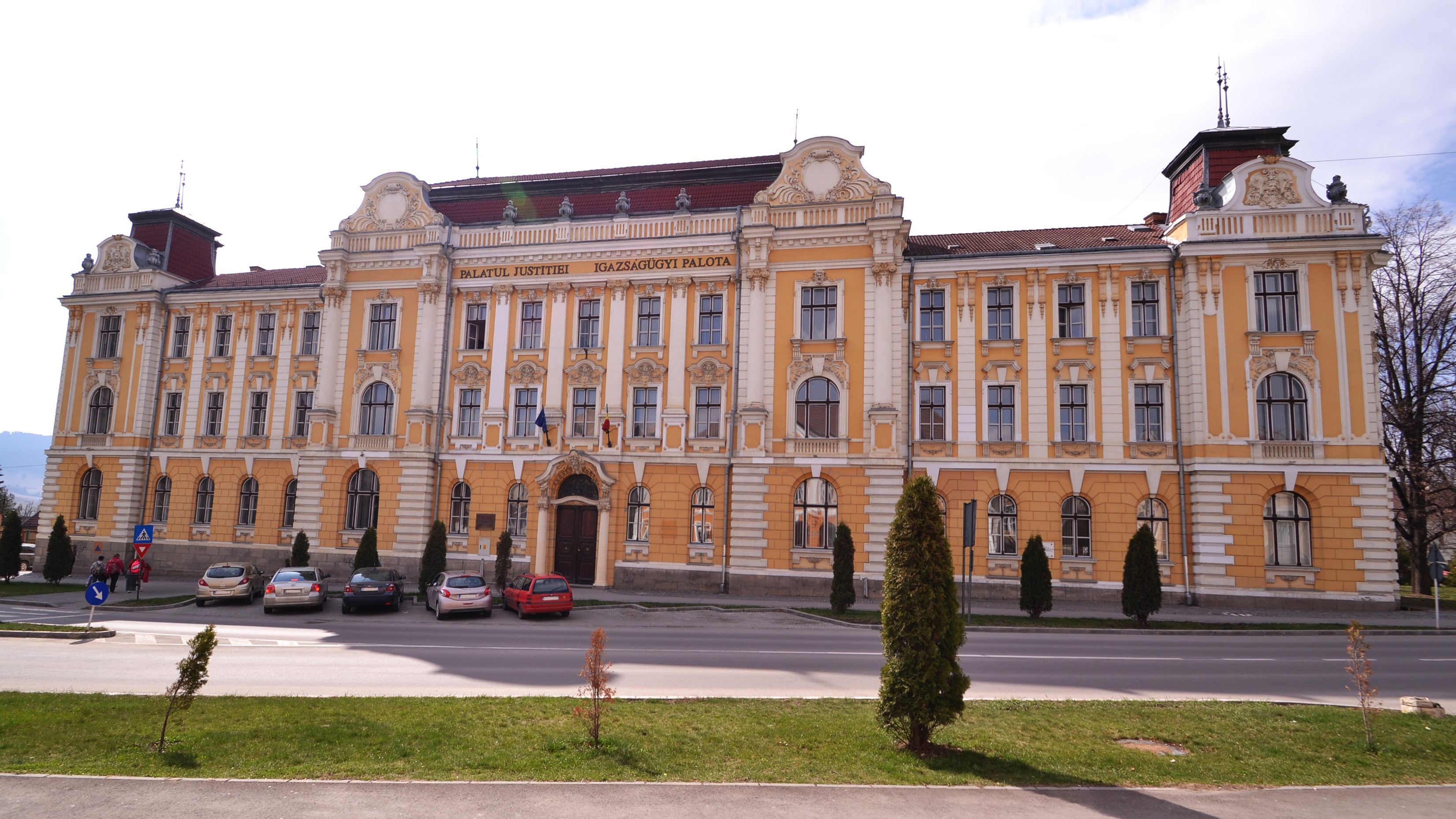
Дворец
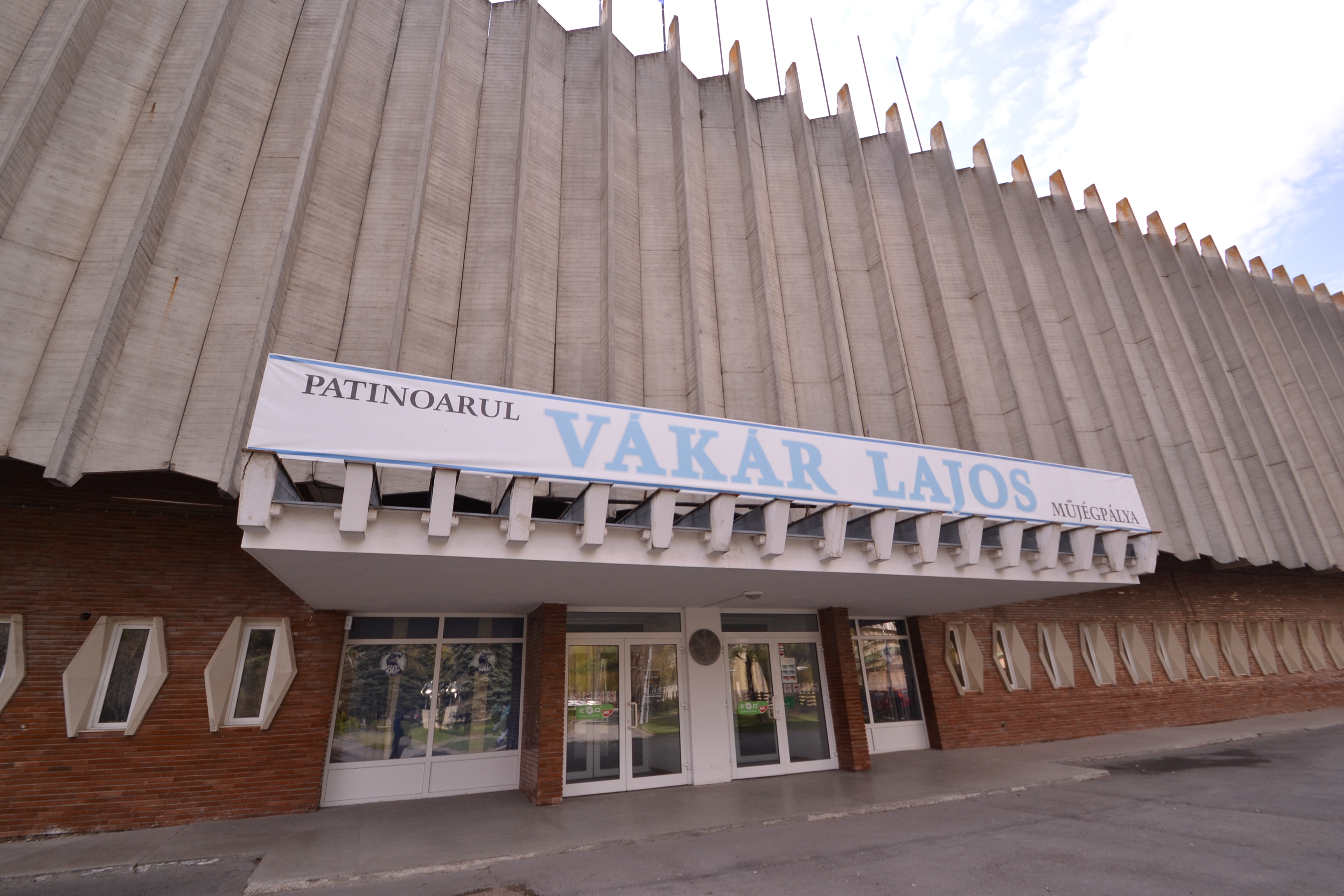
Ледовая арена Лайош Вакар
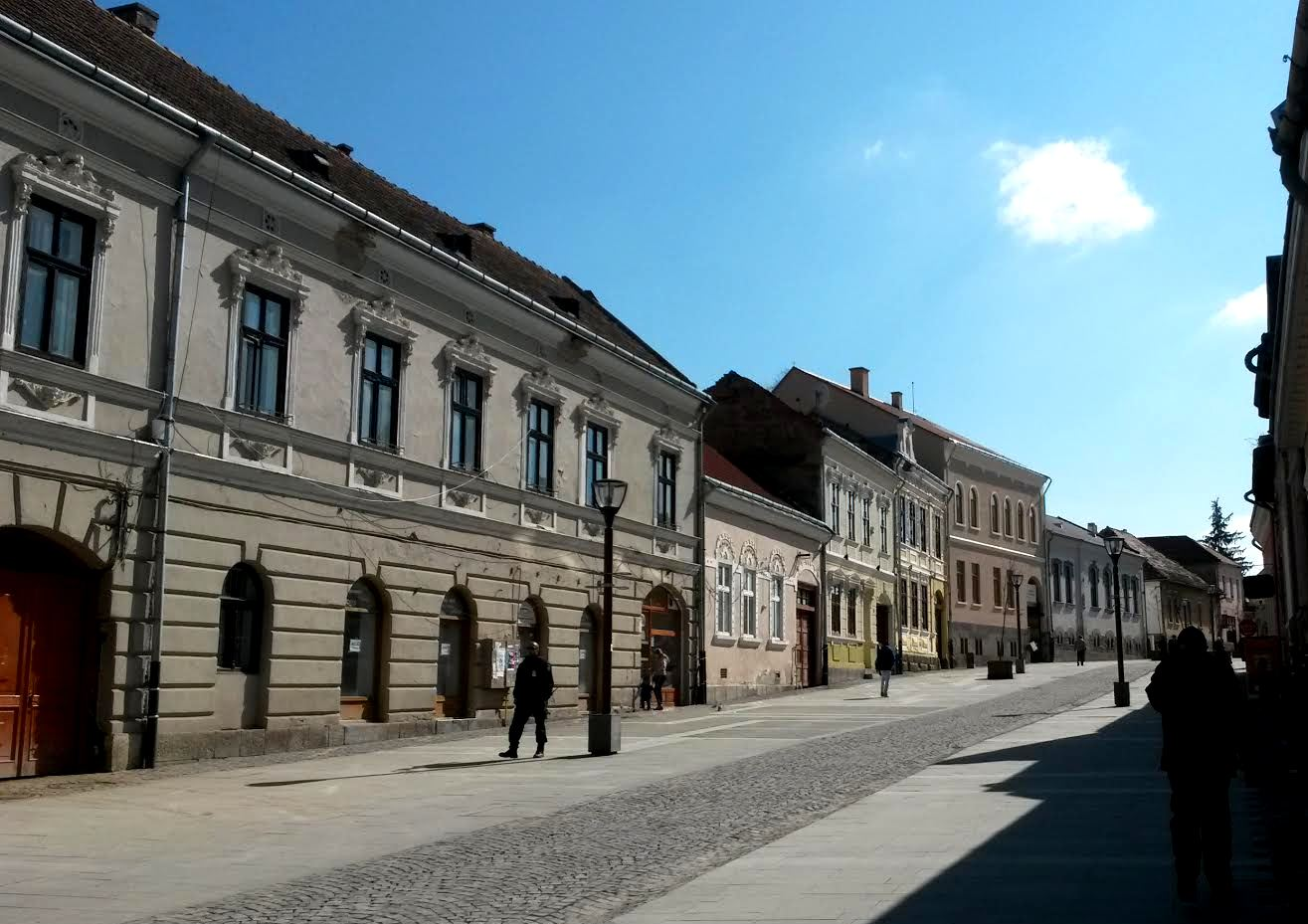
улица Петёфи